# Неман
Нѐман (на беларуски: Нёман; на литовски: Nemunas; на руски: Неман; на немски: Memel; на полски: Niemen) е най-дългата река в Литва и 3-та по дължина река в Беларус. Дължината ѝ е 937 km. Протича на територията на Беларус (459 km) – Минска и Гродненска област, Литва (359 km) и Русия (116 km по границата с Литва) – Калининградска област. Влива се в Куршкия залив на Балтийско море чрез делта.

## География

### Течение
За начало на реката се приема малката река Неманец (около 25 km), която води началото си от южната част на Минското възвишение, на 9,5 km източно от град Узда, Минска област, Беларус, на 233 m н.в. При село Песочное в нея се вливат реките Уса (от дясно) и Лоша (от ляво) и дават началото на същинската река Неман, която се насочва на северозапад. След град Столбци реката напуска Минска област, излиза от Минското възвишение и навлиза в Гродненска област и широката Неманска низина. В Гродненска област реката последователно тече на северозапад, югозапад, запад и северозапад, а след град Гродно завива на север и напуска пределите на Беларус. В този участък долината на реката е широка (до 20 km), а коритото ѝ е с ширина 30 – 40 m. Заливната тераса на реката изобилства от множество меандри, старици, острови и изоставени езера. Навсякъде склоновете на долината са асиметрични – на някои участъци по-високи са десните, а на други – левите брегове. Ясно се очертават три надзаливни тераси. При градовете Мости и Гродно пресича кватернерни моренни валове, където долината ѝ придобива каньоновиден облик, стеснява се до 1,5 – 5 km и се врязва на дълбочина до 40 m (т.н. Мостовски и Гродненски врати), а течението ѝ е бурно, на места с бързеи и прагове.
На територията на Литва реката в началото тече в северна посока с множество завои и меандри, а след град Каунас – в западна посока до устието си. Тук Неман протича през Среднолитовската и Приморската низина, като долината ѝ става много широка. Течението ѝ е бавно, с много острови и ширина от 200 до 400 m, а на места до 640 m. Влива се в Куршкия залив на Балтийско море, като образува делта с два основни ръкава: Гилия (Матросовка, ляв) в Калининградска област на Русия и Русне (по границата между Литва и Русия), който от своя страна се разделя на два ръкава – пълноводния ръкав Скирвите (ляв, по границата между двете страни) и широкия, но маловоден Атмата (десен, на територията на Литва). По ръкава Гилия (Матросовка) преминава около 20% от оттока на реката, а по Русне – около 80%.

### Водосборен басейн
Водосборен басейн
Водосборният басейн на река Неман обхваща площ от 98 200 km2 и се простира на територията на 4 държави:
- Беларус – Брестка, Витебска, Гродненска и Минска област;
- Литва – обхваща приблизително 2/3 от територията ѝ;
- Полша – Подляско войводство;
- Русия – Калининградска област.

Водосборният басейн на реката граничи със следните водосборни басейна:
- на север – водосборните басейни на реките Вента и Западна Двина, вливащи се в Балтийско море;
- на изток и юг – водосборния басейн на река Днепър;
- на югозапад – водосборните басейни на реките Висла и Преголя, вливащи се в Балтийско море.

Притоци
Река Неман получава около 180 притока с дължина над 20 km, от които 16 са с дължина над 100 km. По-долу са изброени тези 16 реки, на които са показани техните дължини, площта на водосборните им басейни, дали са леви (←) или десни (→) притоци и къде се вливат:
- → Уша 105 km, 1220 km2, при село Еремичи, Гродненска област, Беларус;
- ← Березина 226 km, 4000 km2, югоизточно от село Бор, Гродненска област, Беларус;
- ← Гавя 100 km, 1680 km2, при село Бурноси, Гродненска област, Беларус;
- → Шчара 325 km, 9990 km2, североизточно от град Мости, Гродненска област, Беларус;
- → Зелвянка 170 km, 1940 km2, при град Мости, Гродненска област, Беларус;
- → Свислоч 137 km, 1750 km2, при село Свислоч, Гродненска област, Беларус;
- ← Котра 140 km, 2060 km2, югоизточно от град Гродно, Гродненска област, Беларус;
- → Черная Ганча 145 km, 1916 km2, при село Перелом, Гродненска област, Беларус, на границата с Литва;
- ← Мяркис 206 km, 4440 km2, при село Мяркине, Литва;
- ← Вилия (Нярис) 510 km, 24 942 km2, в град Каунас, Литва;
- ← Невежис 210 km, 6140 km2, при град Каунас, Литва;
- ← Дубиса 146 km, 2070 km2, при село Сяряджус, Литва;
- ← Митува 102 km, 773 km2, при град Юрбаркас, Литва;
- → Шешупе 298 km, 6100 km2, на изток от град Неман, Калининградска област, Русия;;
- ← Юра 177 km, 3990 km2, при село Шярейтлаукай, Литва;
- ← Миния 213 km, 29 180 km2, при село Миния, Литва.

### Хидрология
Във водосборния басейн на Неман има множество малки езера, които заемат около 2,5% от площта му. Подхранването на реката е смесено, като в горното течение преобладава снежното, а в долното – дъждовното. Средният годишен отток при станция Смалининкай, Литва възлиза на 678 m3/s. Пролетното пълноводие е от средата на март до края на май, а лятото е маловодно с чести дъждовни прииждания, които са по характерни за есента и зимата. В края на ноември и през декември по реката се появява ледоход, който обикновено замръзва в края на декември, но през по-меки зими са възможни временни размразявания и появява на вторичен ледоход. Размразява се в края на март, а понякога през февруари или април.
Средномесечен отток на река Немана (m3/s), измерен при хидрометеорологичната станция в град Смалининкай.
Данните са за периода от 1812 до 1993 г..

## Селища
По течението на реката са разположени множество населени места, в т.ч. 13 града:
- Беларус – Столбци (Минска област), Берьозовка, Мости и Гродно (Гродненска област);
- Литва – Друскининкай, Алитус, Пренай, Бирщонас, Каунас, Качергине, Кулаутува, Вилкия, Гелгаудишкис, Юрбаркас, Смалининкай, Панямуне и Русне;
- Русия – Неман и Советск (Калининградска област).

## Стопанство
Река Неман е плавателна от устието до град Бирщонас, но с изграждането на Каунаското водохранилище при град Каунас, този горен участък е отрязан от долния плавателен участък поради липсата на шлюзове при водохранилището. През 2012 г. е изградена Гродненската ВЕЦ. Река Неман е съединена чрез плавателни канали с река Днепър (Огински канал) и река Висла (Августовски канал).

## Интересни факти
Полският музикант Чеслав Неман взима името на реката, на която е израснал, за свой псевдоним.